# كارمان بارنز
كارمان بارنز (بالإنجليزية: Carman Barnes)‏ (20 نوفمبر 1912، تشاتانوغا في الولايات المتحدة - 19 أغسطس 1980، سالزبورغ في النمسا)؛ روائية أمريكية.

## روابط خارجية
- كارمان بارنز على موقع قاعدة بيانات برودواي على الإنترنت (الإنجليزية)